# Shoo-Be-Doo-Be-Doo-Da-Day
"Shoo-Be-Doo-Be-Doo-Da-Day" là đĩa đơn của ca sĩ Stevie Wonder. Michael Jackson cover cho album Ben.

## Vị trí xếp hạng
| Bảng xếp hạng (1968)                      | Vị trí cao nhất |
| ----------------------------------------- | --------------- |
| U.S. Billboard Hot 100                    | 9               |
| U.S. Billboard Hot Rhythm & Blues Singles | 1               |